# دومينغوس دوارتي ليما
دومينغوس دوارتي ليما هو محامي وسياسي برتغالي، ولد في 20 نوفمبر 1955. نشط حزبياً في الحزب الديمقراطي الاجتماعي. في الدورة التشريعية البرتغالية 1983 ‏، انتخب عضو مجلس الجمهورية ‏ عن دائرة بَرغَنْسَة ‏ وقد انضم خلال فترته النيابية ‏ للكتلة البرلمانية الحزب الديمقراطي الاجتماعي.